# Луїсвілл (Небраска)
Луїсвілл (англ. Louisville) — місто (англ. city) в США, в окрузі Кесс штату Небраска. Населення — 1319 осіб (2020).

## Географія
Луїсвілл розташований за координатами 40°59′51″ пн. ш. 96°9′38″ зх. д. / 40.99750° пн. ш. 96.16056° зх. д. (40.997533, -96.160549).  За даними Бюро перепису населення США в 2010 році місто мало площу 1,47 км², уся площа — суходіл. В 2017 році площа становила 1,68 км², уся площа — суходіл.

## Демографія
Згідно з переписом 2010 року, у місті мешкало 1106 осіб у 477 домогосподарствах у складі 298 родин. Густота населення становила 753 особи/км².  Було 515 помешкань (351/км²).
Расовий склад населення:
| - 96,7 % — білих - 0,5 % — корінних американців - 0,5 % — чорних або афроамериканців - 0,1 % — азіатів |

До двох чи більше рас належало 1,9 %. Частка іспаномовних становила 1,4 % від усіх жителів.
За віковим діапазоном населення розподілялося таким чином: 25,0 % — особи молодші 18 років, 59,6 % — особи у віці 18—64 років, 15,4 % — особи у віці 65 років та старші. Медіана віку мешканця становила 37,4 року. На 100 осіб жіночої статі у місті припадало 96,1 чоловіків;  на 100 жінок у віці від 18 років та старших — 95,5 чоловіків також старших 18 років.
Середній дохід на одне домашнє господарство  становив 63 397 доларів США (медіана — 51 806), а середній дохід на одну сім'ю — 84 383 долари (медіана — 73 462). За межею бідності перебувало 4,4 % осіб, у тому числі 0,0 % дітей у віці до 18 років та 11,0 % осіб у віці 65 років та старших.
Цивільне працевлаштоване населення становило 537 осіб. Основні галузі зайнятості: освіта, охорона здоров'я та соціальна допомога — 20,5 %, будівництво — 12,7 %, виробництво — 12,1 %.